# Abel Cahour
Pour les articles homonymes, voir Cahour.
Abel Cahour, né le 18 avril 1812 à Renac et mort le 7 octobre 1901 à Nantes, est un prêtre catholique, historien et archéologue français.

## Biographie
Abel Cahour est le neveu de Gabriel-Joseph Laumondais. Son frère, Pascal Cahour, capitaine au long cours, maire de Saint-Nazaire et consul d'Haïti, est l'aïeul de Bernard Joseph Cahour, de Marion Cahour et de Claude Pompidou-Cahour.
Il est élève chez les eudistes de Redon et est ordonné prêtre en 1836. Il devient professeur au petit séminaire de Nantes puis vicaire de l'église Saint-Nicolas en 1840, aumônier du pensionnat des Frères en 1844 puis aumônier du lycée de Nantes de 1851 à 1879. Il est également chanoine des cathédrales de Nantes et d'Autun.
Il est le conseiller de l'évêque Antoine-Mathieu-Alexandre Jaquemet lorsque celui-ci dénonce comme dangereuses un certain nombre d'œuvres littéraires (Molière, Voltaire, Alexandre Dumas, Walter Scott).
S'intéressant à l'histoire et l'archéologie, il est l'auteur de diverses publications archéologiques et hagiographiques. Il se consacre à saint Émilien de Nantes en 1859, prenant part notamment à la translation de ses reliques d'Autun à Nantes. En 1862, à la demande de son évêque, il publie Essai de la statistique du clergé nantais à l’époque de la Révolution. Membre de la Société française d'archéologie, il est président de la Société archéologique et historique de Nantes de 1869 à 1871.
Il est nommé aumônier de la Grande-Providence en 1879.

## Distinctions
- Officier d'académie

## Publications
- Vie de saint Émiland (1934)
- L'apostolicité de l'Église de Nantes, réponse à Monsieur de la Borderie (1885)
- L'apostolat de Saint-Clair, premier évêque de Nantes, tradition nantaise (1883)
- Recherches archéologiques et hagiographiques sur saint Lupien de Rezé (1879)
- Découverte du baptistère primitif de la cathédrale de Nantes (1877)
- Fouilles faites en 1873 à Saint-Donatien (1874)
- Essai de statistique du clergé nantais, tant séculier que régulier, à l'époque de la révolution française (1862)
- Recherches à faire pour servir à l'histoire de l'église et du clergé de Nantes pendant la révolution (1861)
- Vie de M. Orain, prêtre, confesseur de la foi pendant la révolution (1860)
- Notice historique et critique sur saint Émilien, évêque de Nantes (1859)
- Notice biographique sur la vie et la mort de M. l'abbé de Courson, supérieur général de la Société de Saint-Sulpice (1850)
- Notice biographique sur M. l'abbé Morel, supérieur du Grand séminaire de Nantes (1850)
- Attentat à la liberté des familles, des communes et des cultes, ou Projet de loi de M. Carnot sur l'instruction primaire (1848)
- Recherches à faire pour servir à l'histoire de l'église et du clergé de Nantes, pendant la Révolution

## Sources
- Ph. Guigon, « L'archéologie mérovingienne en soutane à Nantes : l'abbé Abel Cahour (1812- 1901) et le chanoine Georges Durville (1853-1943) », Archéologie d'aujourd'hui —Les Mérovingiens, archéologie et historiographie, no 2, Paris, 1987
- Répertoire général de bio-bibliographie bretonne, vol. 7, 1894.
- Émilien Maillard, Nantes et le département au XIXe siècle : littérateurs, savants, musiciens, & hommes distingués, 1891.